# Захарово (Забайкальский край)
Заха́рово — село в Красночикойском районе Забайкальского края России. Административный центр сельского поселения «Захаровское». Основано в 1802 году.

## География
Село находится в северной части района, на правом берегу реки Чикой, на расстоянии примерно 44 км (по прямой) к северо-востоку от села Красный Чикой, административного центра района. Абсолютная высота — 813 м над уровнем моря.
Климат
Климат характеризуется как резко континентальный. Средняя температура самого тёплого месяца (июля) составляет 14 — 16 °С (абсолютный максимум — 36 °С). Средняя температура самого холодного месяца (января) — −22 — −26 °С (абсолютный минимум — −53 °С). Годовое количество осадков — 350—500 мм.
Часовой пояс
Село Захарово находится в часовой зоне МСК+6. Смещение применяемого времени относительно UTC составляет +9:00.

## Население
| 1926 | 2002 | 2010 | 2021 |
| ---- | ---- | ---- | ---- |
| 1186 | ↘746 | ↘699 | ↘597 |

Половой состав
По данным Всероссийской переписи населения 2010 года, в гендерной структуре населения мужчины составляли 49,1 %, женщины — соответственно 50,9 %.
Национальный состав
Согласно результатам переписи 2002 года, в национальной структуре населения русские составляли 100 % из 746 чел.

## Улицы
| - ул. Береговая, - ул. Луговая, - ул. Новая, | - ул. Полевая, - ул. Северная, - ул. Центральная. |

## Инфраструктура
В селе функционируют средняя общеобразовательная школа, музыкальная школа, художественное отделение Центра детской культуры, библиотека, участковая больница и отделение связи.